# Zisterzienserinnenkloster Montarlot
Das Zisterzienserinnenkloster Montarlot war von ca. 1174 bis 1393 ein Kloster der Zisterzienserinnen in Montarlot-lès-Rioz, einer Gemeinde im Département Haute-Saône in  Frankreich.

## Geschichte
In der Anfangszeit des Zisterzienserordens kam es im 12. Jahrhundert bei der Gründung von Männerklöstern oft zur benachbarten Gründung von Frauenklöstern für die weiblichen Familienangehörigen, die sich ebenfalls berufen fühlten. So erklärt sich vor 1174 zwischen Kloster Bellevaux und Kloster La Charité (Franche-Comté) die Gründung des Nonnenklosters Montarlot (aus lateinisch mostelletum = Klösterchen, Zwischenstufe: mostello). Der heutige Ort Montarlot-lès-Rioz (früher auch: Montarlot-les-Boult) entwickelte sich aus dem Klosteranwesen. 1393 verlor das Kloster seine Selbständigkeit durch Anschluss an Bellevaux. Nördlich des Dorfes, auf der Gemarkung der Nachbargemeinde Fondremand erinnert noch der Weilername L’Abbayotte (= Abteichen) an das Kloster. Es sind keine Reste vorhanden.